# Комарова, Татьяна Марковна
Татья́на Ма́рковна Комаро́ва (19 января 1952, Москва — 7 декабря 2010, там же) — советский и российский тележурналист, корреспондент, комментатор, обозреватель, в 1990-е годы ведущая информационной программы «Время».

## Биография
Родилась 19 января 1952 года в Москве.
В 1974 году окончила Факультет журналистики МГУ им. М. В. Ломоносова;
1974—1975 — редактор отдела писем ЦТ СССР;
с 1975 года работала корреспондентом, комментатором, обозревателем, в 1990—1991 и с ноября 1994 по март 1996 — ведущей информационной программы «Время» ЦТ СССР, в 1994—1995 — РГТРК «Останкино», с 1995 ОРТ, в период закрытия программы вела ИТА Новости;
1994—1995 — автор и ведущей информационно-публицистической программы «Ждите ответа» (1-й канал Останкино, ОРТ);
с июня 1996 — обозреватель телекомпании «Москва», вела на телеканале МТК информационную программу «Добрый вечер, Москва!», а также программу «Министр на один день»;
1996—1997 — ведущая еженедельного ток-шоу «Вместе…» на МТК;
1997—1999 — главный продюсер Службы социально-экономических программ телеканала «ТВ Центр». Являлась художественным руководителем ежедневных программ «Ждите ответа», «Вот так денёк!» («ТВ Центр»), в 1997—1999 годах вела еженедельное женское ток-шоу «12 решительных женщин», в 1998 году — ток-шоу «Охотный ряд»;
2000—2001 — цикл передач «Архивные тайны» (РТР).
В последние годы жизни Татьяна Комарова тяжело болела, но продолжала работать, была проректором по научной и творческой работе в Гуманитарном институте телевидения и радиовещания им. М. А. Литовчина. За две недели до смерти уволилась из института. По словам секретаря администрации Валентины Пипченко, у Комаровой были планы по поводу новых телепроектов.
Скончалась в Москве 7 декабря 2010 года, не дожив полутора месяцев до своего 59-го дня рождения. Причиной смерти стала острая почечная недостаточность. Похоронена на Пятницком кладбище (участок № 30).

## Семья
- Мать — радиодиктор Елена Владимировна Измайловская[3]. (1919)
- Отец — Марк Ефремович Альбац, радиоинженер, специалист по системам наведения ракет с подводных лодок[3].
- Бабушка — актриса Театра им. Е. Вахтангова.
- Младшая сестра — известная журналистка и общественный деятель Евгения Альбац[3].
- Была замужем (муж по профессии бизнесмен)[6].
- Дочь — Екатерина[6].